# Se busca papá
Se busca papá es una película de comedia dramática mexicana de 2020 dirigida por Javier Colinas, escrita por Victor Avelar, Javier Colinas, Paulette Hernandez y Fernando Barreda Luna y protagonizada por Juan Pablo Medina, Ela Velden y Silvia Navarro.

## Sinopsis
La madre de Blanca le prohíbe que practique ciclismo BMX luego de que su padre muriera en un accidente. Sin embargo, la joven intenta participar en una competencia sin que su madre lo sepa.

## Elenco
- Juan Pablo Medina como Alberto Díaz
- Natalia Coronado como Blanca Díaz
- Ela Velden como Actriz guapa
- Silvia Navarro como Fernanda
- Joaquín Emanuel como Fabián
- Luis Ernesto Franco como Santiago Sánchez
- Alberto Guerra como Alberto Guerra
- Patricia Reyes Spíndola como Directora del colegio
- Rodrigo Murray como Hombre con traje
- Gonzalo García Vivanco como Guapo
- Luis Arrieta como Luis Arrieta
- Marisol del Olmo como Mamá Laura
- Victoria Viera como Laura
- Roberto Quijano como Sergio
- Lisette Morelos como Recepcionista BMX
- Martha Claudia Moreno como Señora elegante
- Moisés Arizmendi como Moisés Arizmendi